# Гаддам (Коннектикут)
Гаддам (англ. Haddam) — місто (англ. town) в США, в окрузі Міддлсекс штату Коннектикут. Населення — 8452 особи (2020).

## Демографія
Згідно з переписом 2010 року, у місті мешкало 8346 осіб у 3218 домогосподарствах у складі 2429 родин. Було 3504 помешкання
Расовий склад населення:
| - 95,7 % — білих - 1,4 % — азіатів - 1,1 % — чорних або афроамериканців - 0,1 % — корінних американців |

До двох чи більше рас належало 1,4 %. Частка іспаномовних становила 1,7 % від усіх жителів.
За віковим діапазоном населення розподілялося таким чином: 23,6 % — особи молодші 18 років, 62,6 % — особи у віці 18—64 років, 13,8 % — особи у віці 65 років та старші. Медіана віку мешканця становила 44,4 року. На 100 осіб жіночої статі у місті припадало 102,3 чоловіків;  на 100 жінок у віці від 18 років та старших — 98,8 чоловіків також старших 18 років.
Середній дохід на одне домашнє господарство  становив 121 381 долар США (медіана — 105 920), а середній дохід на одну сім'ю — 138 477 доларів (медіана — 122 332). Медіана доходів становила 79 250 доларів для чоловіків та 66 354 долари для жінок. За межею бідності перебувало 4,6 % осіб, у тому числі 3,5 % дітей у віці до 18 років та 2,6 % осіб у віці 65 років та старших.
Цивільне працевлаштоване населення становило 4522 особи. Основні галузі зайнятості: освіта, охорона здоров'я та соціальна допомога — 23,2 %, виробництво — 17,0 %, мистецтво, розваги та відпочинок — 10,9 %, науковці, спеціалісти, менеджери — 10,7 %.